# Клиент (Звёздные войны)
Клиент (англ. The Client) — вымышленный персонаж из франшизы «Звёздные войны», который впервые появился в первом сезоне телесериала Disney+ «Мандалорец». Он — таинственный, безымянный лидер из бывшей Галактической Империи и подчинённый Моффа Гидеона, который играет ключевую роль в развитии сюжета шоу; он нанимает охотника за головами, известного как «Мандалорец», чтобы доставить ему «50-летнего» инопланетянина-младенца по прозвищу «Дитя» (также известный как Грогу).
Роль Клиента исполняет немецкий кинорежиссёр, сценарист и актёр Вернер Херцог, которого на эту роль нанял автор сериала и шоураннер Джон Фавро. Херцог согласился на эту роль отчасти из-за того, чтобы профинансировать свой фильм «ООО „Семейный роман“» (2019). Херцог не был знаком с предыдущими работами Фавро и не видел ни одного фильма по «Звёздным войнам», но он был впечатлён сценариями «Мандалорца», а также стилем создания сериала.
Херцогу особенно понравилось снимать сцены с аниматронной куклой Малыша, и он впоследствии настоятельно призвал Фавро использовать исключительно куклу для персонажа, а не компьютерную версию персонажа, как первоначально предполагалось для более поздних сцен; он назвал их «трусами» за то, что они рассматривали возможность использования CGI вместо куклы. Персонаж и выступление Херцога получили положительные отзывы от критиков.

## Появления
Почти никаких подробностей о предыстории Клиента не сообщается, за исключением того, что он лоялен остаткам бывшей Галактической Империи, которая к этому времени лишилась власти после поражения в войне с Повстанческим альянсом. Имя персонажа в сериале ни разу не упоминается и он известен просто как «Клиент».

### Найм Мандалорца
Впервые он появляется в премьерном эпизоде, «Глава 1: Мандалорец», телесериала «Мандалорец» из вселенной «Звёздные войны», который был выпущен на стриминговом сервисе Disney+. Главный герой шоу, охотник за головами, известный как «Мандалорец», вступает в контакт с Клиентом благодаря Грифу Карге, лидеру Гильдии охотников за головами со штаб-квартирой на планете Неварро. Когда Мандалорец просит о работе, Гриф сообщает ему, что Клиент предлагает таинственное, высокооплачиваемое задание, но он хочет встречаться только с охотниками за головами лично, чтобы обсудить этот вопрос. Несколько имперских штурмовиков присутствуют на встрече Мандалорца с Клиентом, во время которой Клиент сообщает охотнику за головами, что целью является безымянная личность, которой 50 лет. Мандалорец не знает, что этой личностью является молодое инопланетное существо, известное лишь как «Дитя», который является представителем той же расы, что и персонаж «Звёздных войн» Йода. Вернер Херцог, актёр, который изображает Клиента, сказал, что таким образом его персонаж «отправляет историю в путь», завербовав Мандалорца для поисков Малыша. Клиент говорит, что предпочёл бы, чтобы Малыш был доставлен ему живым, но что он готов заплатить меньшую сумму за доказательство его устранения. В качестве первоначального взноса Клиент дарит Мандалорцу небольшой слиток из бескара, редкого металла, традиционно используемого для создания практически неуязвимых доспехов его народа.

### Получение и потеря Малыша
Клиент возвращается в эпизоде «Глава 3: Грех», где Мандалорец приносит ему захваченного Малыша. Клиент предоставляет Мандалорцу обещанную бескарскую сталь в белом защитном контейнере, который он идентифицирует как «камтоно». (Этот контейнер по внешнему виду идентичен мороженице, которую нёс статист, убегая из Облачного города в фильме «Империя наносит ответный удар» (1980). Предмет и его назначение были предметом многочисленных обсуждений фанатов на протяжении многих лет, но использование клиентом камтоно стало первым случаем, когда он был идентифицирован во вселенной/франшизе). Получив свою оплату, Мандалорец спрашивает, что Клиент планирует делать с Малышом, но Клиент кратко напоминает Мандалорцу, что Гильдия охотников за головами запрещает подобные вопросы. Позже Мандалорец использует технологию, чтобы подслушивать за Клиентом, и слышит, как Клиент приказывает своему имперскому коллеге, доктору Першингу, «извлечь необходимый материал» из Малыша; точный материал не указан, и причины, по которым он этого хотел, не объяснены. Хотя Першинг отмечает, что они должны вернуть Малыша своим работодателям живым, Клиент настаивает, чтобы он просто быстро извлёк материал и «покончил с этим». Позже Мандалорец возвращается, чтобы спасти Малыша, убивая всех присутствующих штурмовиков и успешно покидая планету вместе с Малышом. Клиент не присутствовал, когда Мандалорец пришёл на помощь.

### Убийство
Клиент в последний раз появляется в предпоследнем эпизоде сезона, «Глава 7: Расплата». К этому времени Клиент усилил Неварро большим количеством штурмовиков, что усложнило там работу Гильдии охотников за головами. В результате Гриф Карга организует возвращение Мандалорца, чтобы они могли убить Клиента и его войска и устранить имперское присутствие на планеты. Это предложение является ловушкой, и Гриф планирует убить Мандалорца и вернуть Малыша Клиенту, но Гриф меняет своё решение после того, как его исцелил Грогу. Они разрабатывают новый план убийства Клиента во время тайной встречи в кантине на Неварро. Изначально схема идёт по плану, и Клиент верит, что оба Мандалорец и Малыш были схвачены. Как только он просит показать ему Малыша, Клиент получает голограммный звонок от своего начальника, Моффа Гидеона, который риторически спрашивает о Малыше; затем, предположительно, чтобы наказать его за неудачу, приказывает отряду из шести Солдат смерти открыть огонь по Клиенту снаружи кантины, через её главное окно. Клиент был убит выстрелом в грудь, как и все его охранники-штурмовики.

## Характеризация
Клиент — загадочная фигура, о чьих истории и мотивах мало что известно. Он ненадёжный и коварный человек, которого Вернер Херцог описал как «мрачная фигура, которой вообще не следует доверять». Он — устрашающая фигура, о чём свидетельствует тот факт, что Гриф Карга, который обычно уверен в себе и повелевает другими, действует осторожно и даже боязливо в общении с Клиентом. У него эзотерическая и экзистенциальная манера общения, очень похожая на манеру самого Херцога в реальной жизни. Уилл Торн из «Variety» предположил, что диалог Клиента, возможно, был специально подобран с учётом мрачной и эксцентричной личности Херцога, в частности, цитируя строки, подобные тому из «Главы 7: Расплата», где Клиент говорит: «Посмотрите наружу: стал ли мир более мирным после революции? Я не вижу ничего, кроме смерти и хаоса». Клиент — холодный и суровый человек, о чём свидетельствует его безразличие к тому, будет ли Малыш жить или умрёт. Джон Серба из Decider.com написал, что Клиент был меньше похож на криминальных персонажей, фигурировавших в других фильмах «Звёздных войн», таких как Джабба Хатт, и больше похож на Вито Корлеоне, главного героя «Крёстного отца» (1972).
Херцог использует в этой роли свой собственный немецкий акцент, придавая тому, что Серба назвал «мгновенно узнаваемой, своеобразной, чётко артикулируемой интонацией». Клиент одержим желанием заполучить Малыша, и с течением времени сериала становится всё более озабоченным его поимкой. Он искренне верит в миссию и дело Галактической Империи, говоря в «Главе 7: Расплата», что «Империя улучшает каждую систему, к которой прикасается». Он считает, что галактика стала менее мирной и более хаотичной после падения Империи и что насилие и угнетение, вызванные имперским правлением, оправданы порядком, который обеспечивает Империя. Он утверждает, что имперское правление является идеальной формой правления, если судить по любым показателям, включая «безопасность, процветание, торговые возможности (и) мир». Костюм Клиента включает в себя медаль с императорскими знаками отличия, которую он носит на шее, что ещё больше подчёркивает как его почтение к Империи, так и его личную историю, связанную с ней.

## Изображение

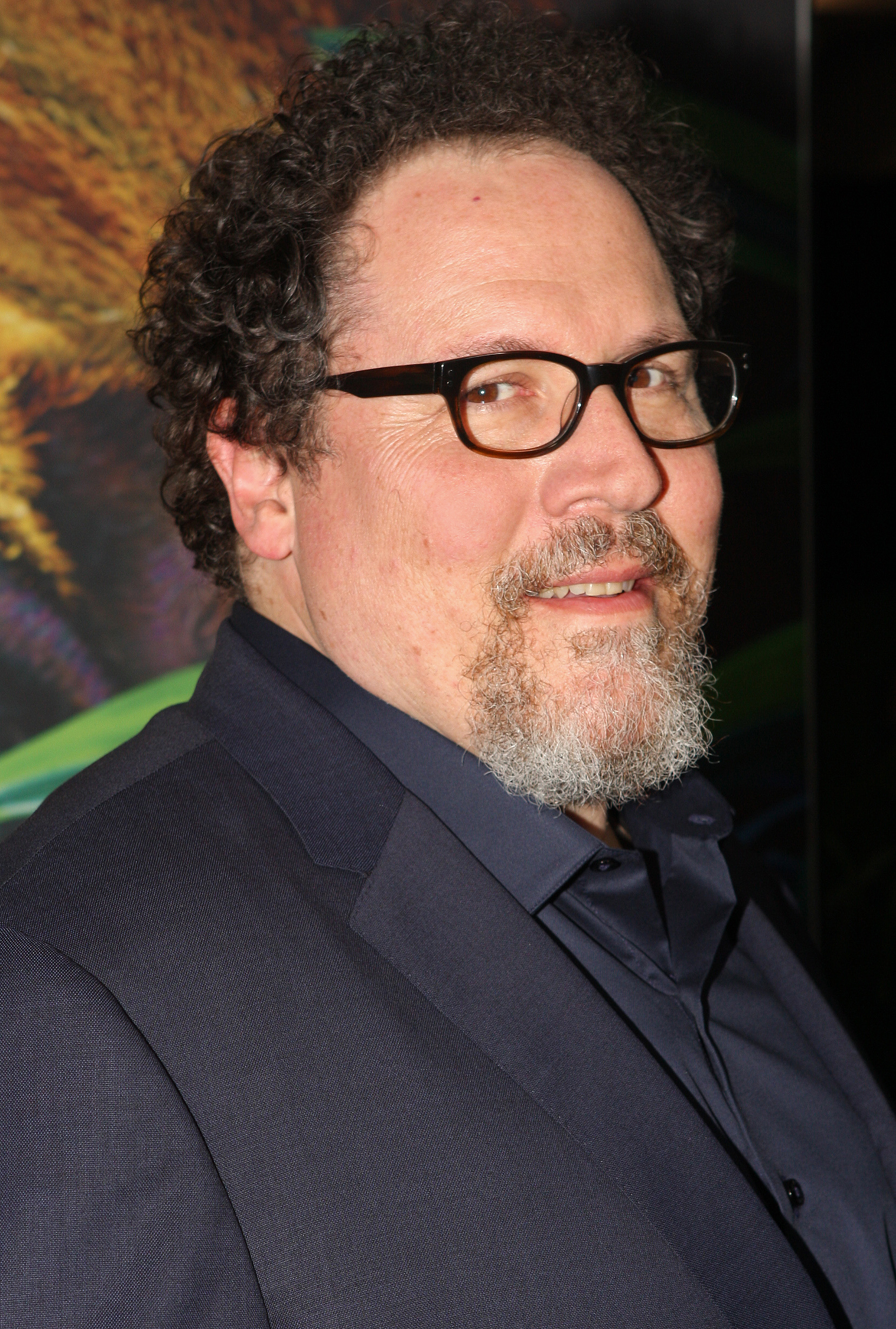
Вернер Херцог был нанят на роль Клиента автором и шоураннером «Мандалорца» Джоном Фавро.

Роль Клиента в «Мандалорце» исполняет немецкий кинорежиссёр, сценарист и актёр Вернер Херцог. Он был нанят на эту роль автором и шоураннером сериала Джоном Фавро. Херцог полагал, что Фавро обратился к нему из уважения к его актёрским способностям, а также потому, что Фавро увидел в нём «родственную душу». Херцог сказал: «Я думаю, что это своего рода дань уважения моим фильмам, моему повествованию и моему способу делать акцент на мировых историях, лихорадочных снах в джунглях, квазинаучных фантастических историях». Херцог также полагал, что Фавро хотел его, потому что «им нужен был кто-то, кто будет сеять ужас и пугать зрителей», что, по его мнению, он мог бы сделать. Херцогу потребовалось менее одной минуты после встречи с Фавро, чтобы заинтересоваться проектом, и он позже рассказал об этом разговоре: «Я видел вселенную. Я видел костюмы. Я увидел круглый горизонт. Я видел космический корабль. Я увидел целую вселенную. И я знал, что это было действительно грандиозно». Однако он запросил все сценарии к «Мандалорцу», прежде чем официально согласиться на роль. Прочитав их, он почувствовал, что роль «выглядела хорошо и интересно».
Херцог согласился на эту роль отчасти для того, чтобы профинансировать свой фильм «ООО „Семейный роман“» (2019), который он профинансировал сам после того, как изо всех сил пытался найти традиционное голливудское финансирование. На тот момент, когда он согласился на роль в «Мандалорце», Херцог не был знаком ни с какими другими ранними фильмами Фавро, и он никогда раньше не видел ни одного фильма по «Звёздным войнам». О франшизе он сказал: «Я видел несколько трейлеров, я видел несколько отрывков здесь и там. Я знаю обо всей франшизе и об игрушках для детей». Фавро и члены съёмочной группы проинформировали Херцога о франшизе и её сюжетной линии. Он чувствовал, что его незнание «Звёздных войн» никак не повлияло на его выступление, говоря: «Я знал, чего от меня ожидали. Я знал внутренний ландшафт персонажа, и я знал внешний ландшафт». Херцог полагал, что изображение Клиента было похоже на его исполнение роли антагониста в боевике «Джек Ричер» (2012).
Слухи о роли Херцога в «Мандалорце» впервые появились в Интернете в октябре 2018 года. О его кастинге было официально объявлено 12 декабря 2018 года. Кадры с Клиентом были впервые публично представлены на конференции Star Wars Celebration в Чикаго 14 апреля 2019 года, во время которой была показана полностью его первая сцена в премьерном эпизоде. Клиент также был показан в первом официальном трейлере «Мандалорца», выпущенном 23 августа 2019 года, где он был единственным персонажем с репликами. Большая часть диалогов Херцога также была использована в качестве закадрового текста для второго трейлера «Мандалорца», выпущенного 28 октября 2019 года.

## Съёмки
Херцог сказал, что он «наслаждался каждым мгновением» своего опыта съёмок «Мандалорца». Он сказал, что предполагал, что предыдущие фильмы по «Звёздным войнам» снимались с большим количеством «камер с управлением движением и зелёных экранов», но «Мандалорец» был гораздо более искренним и аутентичным опытом создания фильма. Он сказал об этом процессе: «Кинопроизводство, и это великое достижение Джона в „Мандалорце“, возвращается к тому, чем оно было всегда». По словам Херцога, «Мандалорец» позволяет актёрам «увидеть всю вселенную, в которой они действуют», благодаря использованию рендеринга в реальном времени, виртуальной реальности и визуальных эффектов, которые отображают дополненную цифровым способом среду во время самого процесса съёмок. О сериале он сказал: «Это кино, вернувшееся в лучшем виде».
Дебора Чоу, режиссёр эпизодов «Глава 3: Грех» и «Глава 7: Расплата», сказала, что обычно она старается подходить к работе с каждым актёром одинаково и не относиться к ним по-разному, но «Вернер особенный». Херцогу особенно понравилось снимать сцены с аниматронной куклой Малыша, которую он назвал «душераздирающе красивой». Чоу сказала, что режиссура сцены между Херцогом и Малышом была «одним из самых странных» моментов в её карьере, потому что он испытывал такую сильную привязанность к кукле и взаимодействовал с ней, как с живым существом. Она сказала: «Я буквально думаю, что он забыл, что это не настоящее живое существо, и он влюбился в него». Чоу добавила: «Вы не можете придумать лучшей пары, чем Вернер Херцог и Малыш Йода», имея в виду популярное прозвище Малыша среди фанатов и обозревателей.
Херцог настоятельно призвал создателей «Мандалорца» использовать куклу персонажа, а не её компьютерную версию. Фавро и исполнительный продюсер Дэйв Филони снимали сцены с Малышом как с куклой, так и без неё, чтобы они могли заменить персонажа CGI-эффектом на пост-продакшене, если кукла выглядела неудовлетворительно. После того, как Херцог снялся в сцене с Малышом, Филони начал убирать куклу, чтобы снять другую альтернативную сцену без неё, но Херцог убедил его не делать этого и продолжить использовать аниматронику и куклы, сказав: «Вы трусы. Оставь её. Оставь её». Когда позже эта история была рассказана общественности, некоторые СМИ ошибочно описали её так, как будто продюсеры «Мандалорца» полностью заменили куклу Малыша на её компьютерную версию, пока Херцог не убедил их в обратном.
Актёр Карл Уэзерс, сыгравший Грифа Каргу, сказал, что, хотя личность его персонажа обычно была уверенной в себе, он намеренно заставил его вести себя более осторожно и нервно в своих сценах с Херцогом, чтобы показать, что Клиент был опасным человеком. Уэзерс был большим поклонником Херцога, называя его «маэстро» на съёмках «Мандалорца», и они долго беседовали друг с другом о прошлых фильмах Херцога и его отношениях с актёром Клаусом Кински.

## Реакция
Персонаж Клиента и игра Вернера Херцога получили в целом положительные отзывы от критиков. Ник Венабл из CinemaBlend сказал, что персонаж «с самого начала был похитителем сцены» и что он хотел бы, чтобы его было больше в этом сезоне. Джон Серба из Decider.com назвал Херцога значительным переворотом в подборе актёров для «Мандалорца» и сказал, что «стальной, пропитанный ужасом, многослойный, серьёзно философский диалог» Клиента, казалось, был специально создан для него. Серба похвалил игру актёра, написав: «Он придаёт весомость глубокому хмурому взгляду, и мы чувствуем это до мозга костей». Скотт Сноуден из Space.com описал Херцога как «великолепного», когда он произносит монологи Клиента. Итан Андертон из /Film сказал, что из Херцога «получился идеальный криминальный авторитет» и что он обладает «уникальной интонацией и присутствием на экране», что сделало его подходящим для «Мандалорца», который стремился исследовать тёмную сторону «Звёздных войн». Аналогичным образом, Том Уэст из «Dazed» сказал, что «угрожающее присутствие» Херцога хорошо вписывается в мрачный тон, который «Мандалорец» пытается задать франшизе «Звёздных войн».
Уилл Торн из «Variety» высоко оценил игру Херцога и назвал несколько реплик диалога персонажа «жемчужинками». В статье, озаглавленной «Персонаж Вернера Херцога в „Мандалорце“ — следующий великий злодей „Звёздных войн“», Гретчен Смэйл из «Bustle» похвалила игру Херцога и назвала его кастинг «лучшим признаком того, что в „Мандалорце“ можно ожидать неожиданного». Меган Кёрби из «Entertainment Weekly» написала: «Всё в персонаже Херцога пугающе нервирует, и это здорово». Screen Rant поставил Клиента на десятое место в своём списке самых интересных персонажей первого сезона «Мандалорца». The Nerdist Podcast создал трёхминутное видео на YouTube, переосмысливающее «Мандалорца», как если бы это был документальный фильм режиссёра Херцога, который включал закадровый текст с пародией на голос и образ Херцога.

## Товары
31 декабря 2019 года Funko Pop анонсировало фигурку Клиента. Джеймс Уитбрук из Gizmodo объявил о выпуске игрушки в статье с заголовком «Забудьте о Малыше Йоде, я хочу Вернера Херцога от Funko Pop» и написал: «Ничто, ничто, не может сравниться с абсурдным великолепием жизни в реальности, где Funko Pop Вернера Херцога — это вещь, которая теперь существует». И наоборот, Дрю Шварц из «Vice» написал: «Как бы странно ни было видеть, как Вернер Херцог превращается в симпатичную пластиковую фигурку с гигантской головой и крошечным тельцем, ещё более странно представить, кто, чёрт возьми, когда-либо захочет купить эту статуэтку. Но эти люди существуют».

### Подкаст
- Уэзерс, Карл; Брезниан, Энтони (12 ноября 2019). Still Watching: The Mandalorian — "Chapter One" with Jon Favreau and Carl Weathers (Podcast). Vanity Fair. Дата обращения: 29 января 2020.